# Lotte Darsø
Lotte Darsø er en dansk forsker og lektor i innovation ved Institut for Uddannelse og Pædagogik på Aarhus Universitet. Hun arbejder med kreativitet og innovation med et særligt fokus på den 'menneskelige faktors' betydning for ledelse og skabelse af innovation. Lotte Darsø er fagligt ansvarlig for masteruddannelsen LAICS: Leadership and Innovation in Complex Systems, der er et samarbejde mellem Aarhus Universitet og Copenhagen Business School.
Siden 1991 har hun arbejdet med kreativitet og innovation i teori og praksis. Hun har en baggrund som cand.psych. fra Københavns Universitet og en erhvervs-ph.d. i innovation fra Copenhagen Business School. I 2000 modtog hun erhvervsforskerprisen for 'Innovation in the Making', 2001. På baggrund af ph.d.'en har Lotte udviklet innovationsdiamanten, der er præsenteret i artiklen "Findes der en formel for innovation?".
I 2002-2003 kortlagde Darsø et nyt internationalt forskningsfelt inden for kunstbaserede innovations- og læreprocesser med projektet Arts-in-Business, der i 2004 resulterede i bogen Artful Creation. Learning-Tales of Arts-in-Business. I den forbindelse blev hun inviteret til World Economic Forum i Davos 2004 som workshopleder og paneldeltager. I 2011 udgav hun bogen Innovationspædagogik - Kunsten at fremelske innovationskompetence. Bogen giver pædagogiske metoder og tips til at fremelske innovationskompetence.
Darsø er aktionsforsker, hvor hun er med til at undersøge, forandre og forbedre praksis i samarbejde med praktikere. Hun har været med til at udvikle metoden CoLLab: Collaborative Learning Lab. I 2005-2006 blev CoLLab anvendt i et aktionsforskningsprojekt i samarbejde med Skatteministeriet og Statens Center for Kompetence- og Kvalitetsudvikling.
Lotte Darsø er desuden vejleder for erhvervsforskere, der undersøger innovation, ledelse og læreprocesser.